# Olia Tira
Olia Tira (Potsdam, 1 de agosto de 1988) é uma cantora da Moldávia.
Representou junto com os SunStroke Project o seu país, a Moldávia, no Festival Eurovisão da Canção 2010, em Oslo, Noruega, com a música Run Away, cantada exclusivamente em inglês.